# Georgi Pašov
Georgi Velikov Pašov (in bulgaro Георги Великов Пашов?; Goce Delčev, 4 marzo 1990) è un calciatore bulgaro, difensore dello Sportist.

## Carriera

### Club
Il 17 luglio 2018 viene acquistato a titolo definitivo dalla squadra armena dell'Ararat-Armenia.

### Nazionale
Tra il 2011 ed il 2012 ha giocato 6 partite con la nazionale bulgara Under-21.

## Palmarès

### Club

#### Competizioni nazionali
- Campionato armeno: 1

Ararat-Armenia: 2018-2019
- Supercoppa d'Armenia: 1

Ararat-Armenia: 2019